# Johan Giesecke
Johan Giesecke, född 9 september 1949 i Stockholm, är en svensk läkare och professor emeritus vid Karolinska Institutet, institutionen för medicinsk epidemiologi och biostatistik. Han är son till Curt-Steffan Giesecke och far till Peter Giesecke.

## Biografi
Giesecke disputerade 1979 på en avhandling inom molekylärmedicin. Under 1980-talets AIDS-kris arbetade han som infektionsläkare. Han är författare till boken Modern infectious disease epidemiology från 1994 som 2017 utkom i sin tredje upplaga.
Giesecke var statsepidemiolog vid Smittskyddsinstitutet 1995–2005 och har varit forskningschef på Europeiska smittskyddsmyndigheten (ECDC).
Under coronapandemin 2020 kontrakterades han som konsult vid Folkhälsomyndigheten och deltog i utformandet av Folkhälsomyndighetens strategi. 
. Sedan år 2019 är han rådgivare åt Världshälsoorganisationen (WHO).
Under våren 2020 medverkade han ofta i media och uttalade sig om covid-19 rörande smittspridningshastighet, dödlighet, flockimmunitet med mera. Han trodde att det skulle visa sig efter ett år att alla länder skulle drabbas ungefär lika. Han trodde att pandemin bara skulle bli som en ”svår influensasäsong”, att fler smittats tidigt under pandemin än vad som senare visade sig vara fallet och att antalet dödsfall i Sveriges grannländer skulle komma ikapp inom ett år.
Ett år senare menade Giesecke att han "haft fel på två saker. Hur snabbt vaccinet togs fram och att sjukdomen spreds långsammare än vad den gjorde", men att han inte ångrat sig, och stod fast vid den 'svenska modellen'.